# Baně
Baně nebo též Báně (německy Banie) je osada na jihozápadě pražského katastrálního území Zbraslav. Západní část, včetně samotného jádra osady, původně náležela ke katastru bývalé obce Lipence, východní část náležela ke zrušenému katastru bývalé obce Záběhlice.[zdroj?]

## Galerie

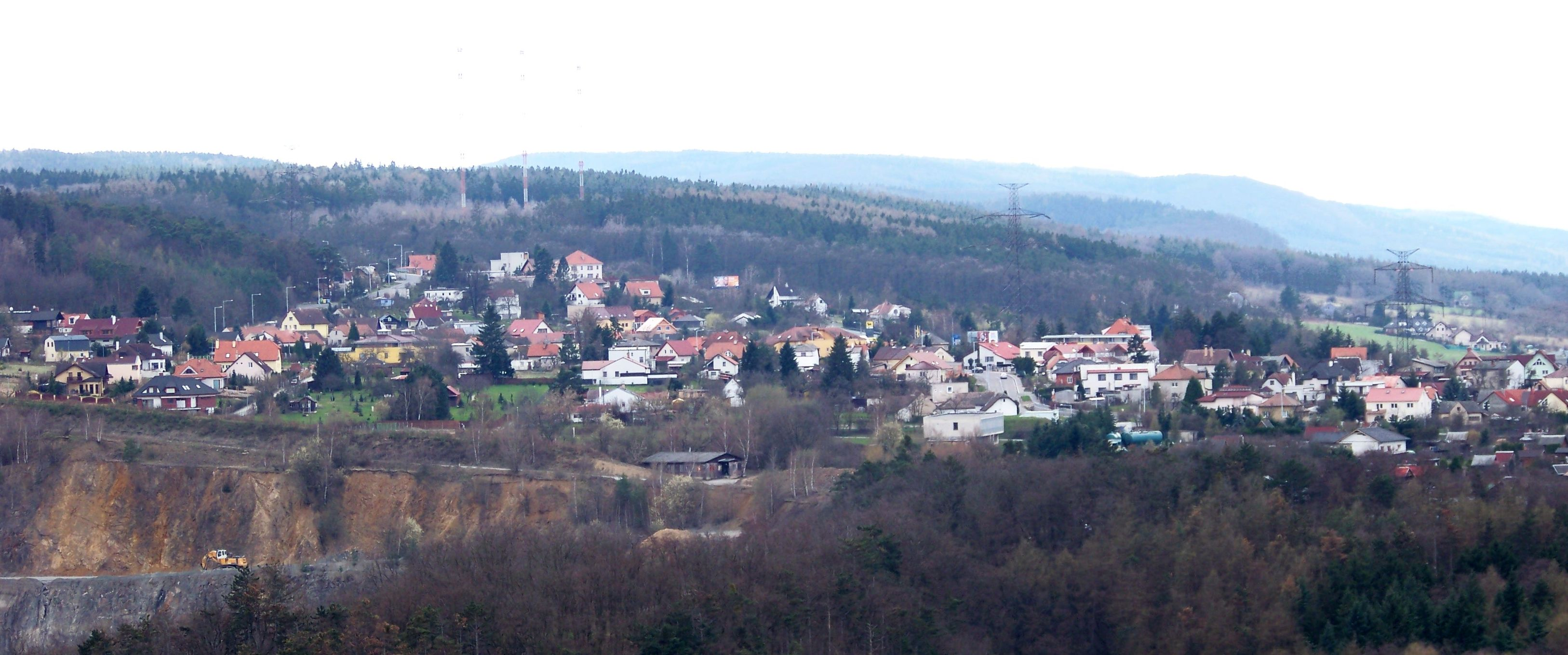
Pohled na Baně